# Eivere

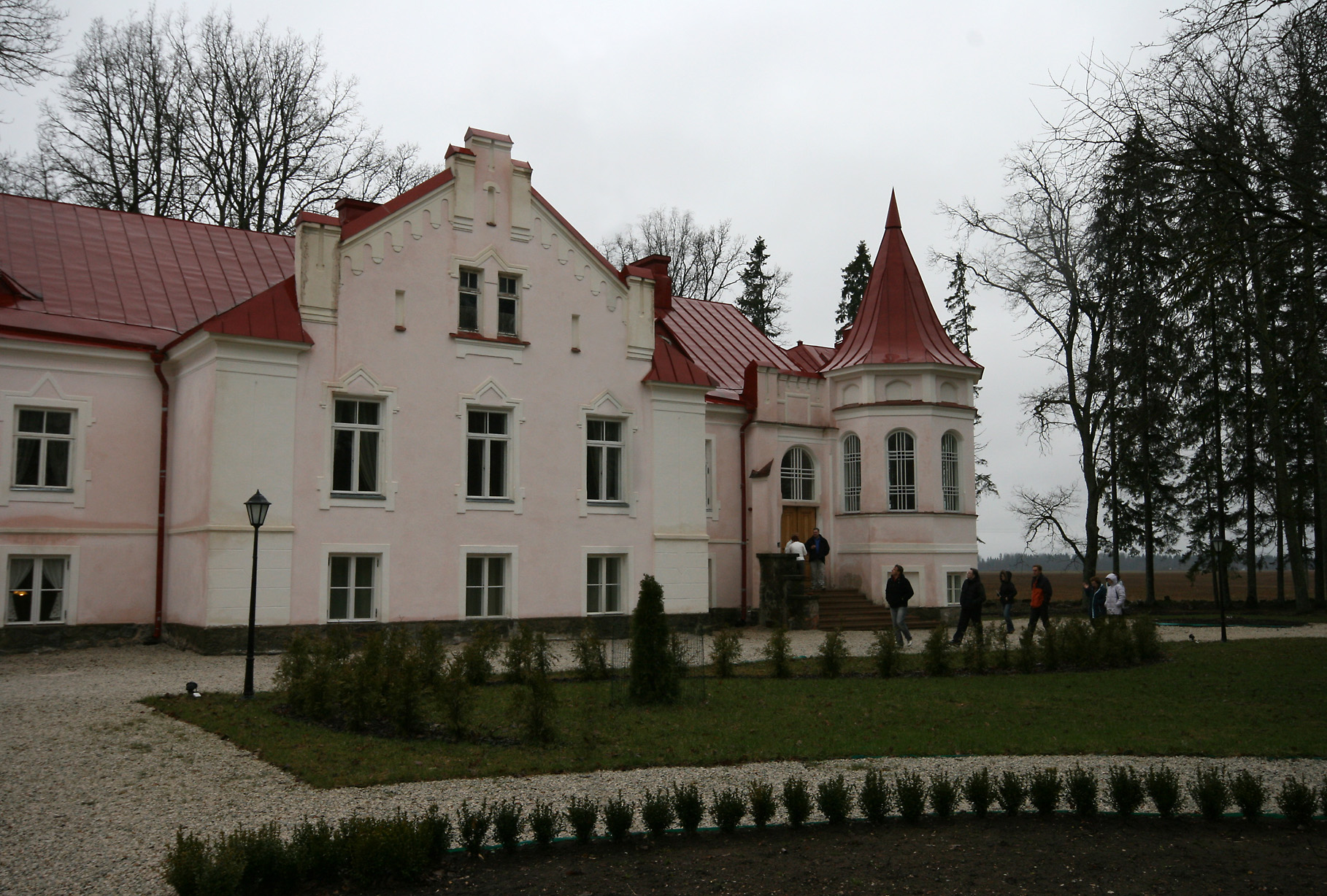
Le manoir de Eivere.

Eivere (autrefois Eyefer) est un village de 53 habitants (2007) en Estonie appartenant à la commune de Paide dans la région de Järva (autrefois district de Jerwen). Il est connu pour son château néogothique transformé aujourd'hui en hôtel.

## Histoire
Le domaine a été mentionné du temps des chevaliers Porte-Glaive au XIIIe siècle. Un domaine seigneurial y est formé au XVIe siècle par les Zoege, puis il a appartenu aux Rosencrantz, aux Pilar von Pilchau et enfin de 1836 à 1919 à la famille von Stackelberg. Il faisait partie de la paroisse Sainte-Anne (Annen).